# Анна Мария Сфорца
Анна Мария Сфорца (на италиански: Anna Maria Sforza; * 19 юли 1473, Милано, Миланско херцогство; † 30 ноември 1497, Ферара, Херцогство Ферара) от семейство Сфорца, е принцеса на Милано и чрез брак херцогиня на Ферара, Модена и Реджо.

## Произход
Тя е дъщеря на Галеацо Мария Сфорца (* 1444, † 1476), 5-и херцог на Милано, и на втората му съпруга Бона Савойска (* 1449, † 1503). Нейни дядо и баба по бащина линия са миланският херцог Франческо I Сфорца и Бианка Мария Висконти, а по майчина – Лудвиг Савойски, 2-ри херцог на Савоя, и Анна дьо Лузинян. Има двама братя и една сестра:
- Джан Галеацо Мария (* 1469, † 1494), 6-и херцог на Милано (1476 – 1493), съпруг на първата си братовчедка Изабела Арагонска
- Ермес Мария (* 1470, † 1503), маркиз на Тортона
- Бианка Мария (* 1472, † 1510), кралица на Германия и Италия, ерцхерцогиня на Австрия (1494 – 1510), императрица на Свещената Римска империя (1508 – 1510), херцогиня на Савоя от 1494 г. като съпруга на император Максимилиан I Хабсбург.

Има и двама полубратя и две полусестри от връзката на баща ѝ с Лукреция Ландриани, и двама полубратя от връзката му с Лучия Марлиани.

## Биография
Когато е на пет месеца, баща ѝ е убит в църквата „Санто Стефано“ в Милано на 26 декември 1476 г. на празника на свети Стефан от трима високопоставени служители на миланския двор.
4-годишната Анна е сгодена за 1-годишния Алфонсо I д’Есте, син и наследник на Ерколе I д’Есте, 2-ри херцог на Ферара, Модена и Реджо, чрез договор, подписан на 20 май и ратифициран в Милано на 14 юли 1477 г. Сватбените договори са подписани във Ферара през април или май 1490 г. от Франческо Казати по заповед на 7-ия херцог на Милано Лудовико „Мавъра“. Зестрата на булката е определена на 40 хил. дуката, същата като тази на Беатриче д’Есте, съпруга на Лудовико „Мавъра“. Бракът е отпразнуван на 17 януари 1491 г. в Милано и на 13 февруари във Ферара.
В списъка с чеиза на Анна, съставен на 22 януари 1491 г., се открояват бижутата: освен многобройни нанизи перли, огърлица от златни орнаменти с 64 диаманта, 33 рубина и 98 перли, фиба във форма на роза с голям „баласо“ (камък, подобен на рубин), придружен от диаманти, изумруди и перли. Анна има много изискани декорирани сандъци за чеиза и подобно на другите млади булки тя има и кукла („пика“), за която са шити рокли, подобни на тези на най-богатите дами от онова време и са създавани миниатюрни мебели.
Бракът не е щастлив: русата и неженствена Анна, през цялото време облечена като мъж, отказва да консумира брака, предпочита женската компания и прекарва всяка нощ с малка чернокожа робиня. От друга страна хуманистът Бонавентура Пистофило я описва като „красива и много мила“. Тя е културна, сдържана, интелигентна жена, противоположност на безразсъдния ѝ и импулсивен съпруг Алфонсо д'Есте. Кореспондира си с Беатриче д’Есте, чиято голяма приятелка е.
Анна Мария умира на 21 години на 30 ноември 1497 г. при раждане на първия си син, който умира малко след като е кръстен. Според други източници тя ражда син на име Алесандро, починал на 17-годишна възраст през 1514 г. Майката и детето са погребани в манастира Сан Вито (изчезнал през XXI век), чийто покровителка е тя. Смъртта ѝ слага край на връзката между семействата Сфорца и Есте. Алфонсо не присъства на погребението, тъй като лицето му е обезобразено от сифилис. Той се жени на 2 февруари 1502 г. за Лукреция Борджия, от която има седем деца.

## Брак и потомство
∞ 17 януари 1491 г. в Милано и на 13 февруари във Ферара за Алфонсо I д’Есте (* 21 юли 1476 във Ферара, Херцогство Ферара, † 31 октомври 1534, пак там), от 1505 г. 3-ти херцог на Ферара, Модена и Реджо, от когото има един син:
- син (*/† октомври 1534)